# Toxorhina (Ceratocheilus) gressitti
Toxorhina (Ceratocheilus) gressitti is een tweevleugelige uit de familie steltmuggen (Limoniidae). De soort komt voor in het Australaziatisch gebied.